# 苏皖轨道交通运营公司
苏皖轨道交通运营有限公司，简称苏皖轨道交通运营公司，是中华人民共和国的一个市域轨道交通运营公司，于2025年6月3日在南京市成立，负责运营宁马城际、宁滁城际两条跨省城际轨道交通线路。由南京地铁集团有限公司、滁州市滁宁城际铁路开发建设有限公司、马鞍山跃马交通投资有限公司三家公司合资10000万人民幣成立。

## 背景
根据中华人民共和国交通运输部于2019年5月形成的《长江三角洲区域交通运输更高质量一体化发展规划》，长三角地区将围绕轨道交通、公路、港航、民航、邮政等方面实现交通一体化发展，为推动长三角一体化发展，长三角地区新建了商合杭高铁北段等10个项目的建设，同时统筹推进沪苏湖铁路等7个项目。2022年9月22日，合杭高铁湖州至杭州段（湖杭铁路）开通运营。沪苏湖铁路亦于2024年12月26日正式开通运营。2024年12月，环沪轨道交通运营有限公司成立。2025年是长三角一体化发展成为国家战略的第7年。

## 历史和运营

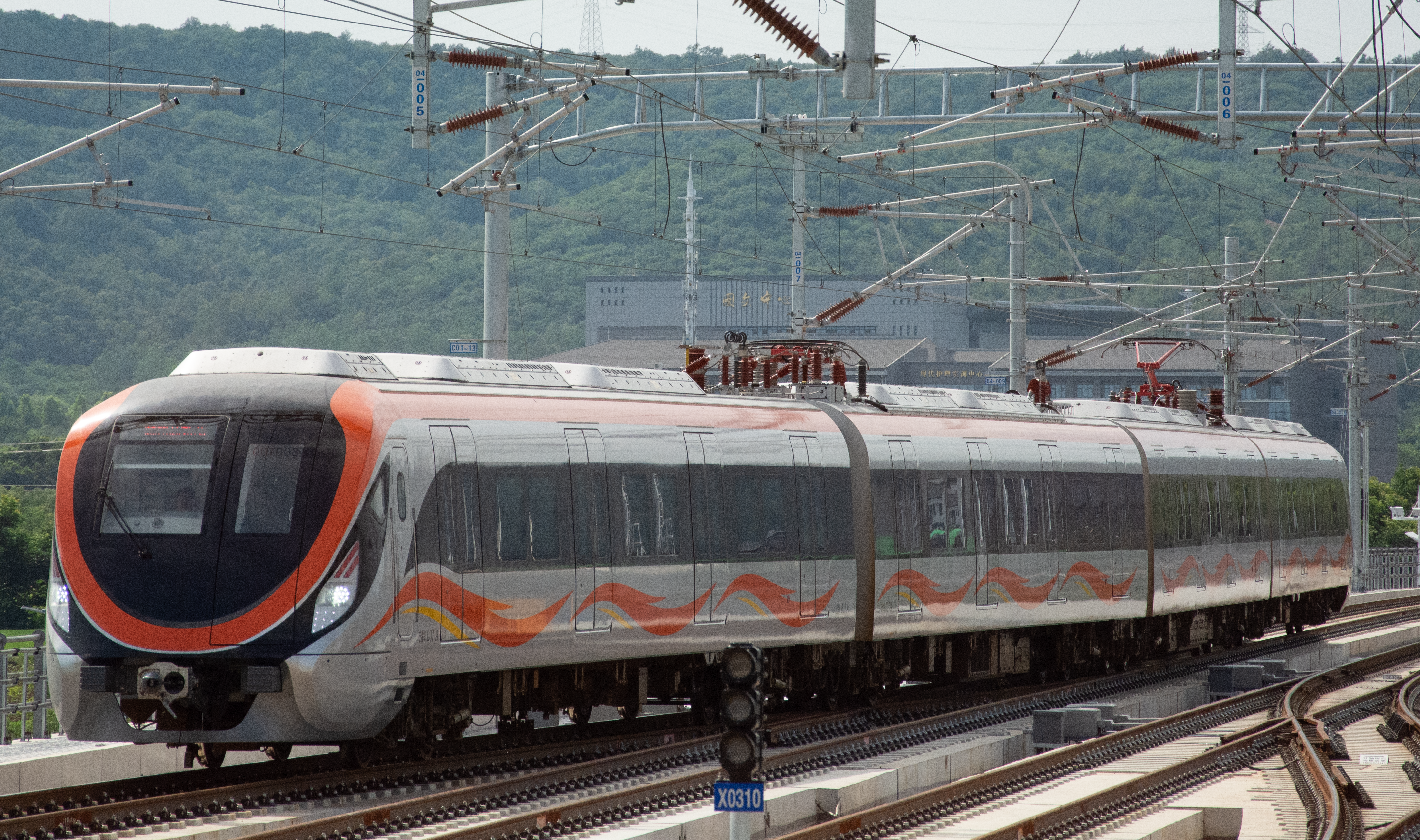
滁宁城际铁路列车于花博园站（2023年6月摄）

2024年6月上海市、江苏省、浙江省、安徽省发展改革委员会在长三角一体化发展高层论坛上签订《关于组建长三角轨道交通运营公司合作框架协议》，要求组建苏皖轨道交通运营有限公司，并于同年开始筹备。2025年5月29日苏皖轨道交通运营有限公司在中华人民共和国市场监管总局申报登记，苏皖轨道交通运营有限公司于2025年6月3日由南京地铁集团有限公司、滁州市滁宁城际铁路开发建设有限公司、马鞍山跃马交通投资有限公司三个公司共同出资组建并在南京成立，落户地为江北新区，注册资本10000万元。苏皖轨道交通运营有限公司负责运营宁马城际、宁滁城际两条跨省城际轨道交通线路，总运营里程约为109.58公里（不承担国铁路网功能的跨省市域轨道交通线路运营管理工作）。

### 宁马城际
宁马城际铁路又称南京地铁S2号线，是中华人民共和国《长三角地区交通运输更高质量一体化发展规划》的重点工程之一，宁马城际一期东起南京市西善桥站，西至马鞍山市当涂南站，全长约54.23公里，共设16座车站，其中南京段8座、马鞍山段8座。使用中车南京浦镇车辆有限公司制造的市域B型动车组，设计时速达到120公里。本线南京段和马鞍山段分别于2021年12月和2021年3月开工，定于2025年底开通运营，开通后将形成“随到随走”的公交化运营模式。

### 宁滁城际
宁滁城际铁路又称南京地铁S4号线，于2012年至2013年间在《江苏省沿江城市群城际轨道交通线网规划》和《皖江城际铁路网规划研究报告》中初步规划，该线西起滁州市滁州站，东至南京市南京北站，全长约55.35公里，设站17座，其中地下站3座，高架站14座。为南京都市圈轨道交通网的一部分，被部分媒体称为中国大陸首条跨省城际铁路。本线列车采用南京浦镇车辆有限公司制造的市域D型车运营。本线一期工程于2018年12月30日开工建设，二期工程于2019年12月26日开工建设。南京段于2021年12月28日正式开工建设。2023年6月28日，一二期工程建成开通运营。本线运行间隔为15分钟。

## 职责和评价

### 职责
苏皖轨道交通运营有限公司的职责同环沪轨道交通运营有限公司类似，分为三个方面：
第一是跨区域调度指挥和运能分配的顶层协调，以及票务清分、成本清算等相关规则制定和落实；
第二是根据两省实际运营情况，制定列车运行图，并建立运行图定期修改完善的机制；

第三是参与相关规划和技术标准研究、咨询等工作。

### 评价
宁马城际的运营可实现南京与马鞍山市区半小时互通互达，打造南京都市圈“一日生活圈”。宁滁城际的运营则能实现宁滁一体化、同城化，使滁州深度融入长三角、协同江北新区发展。苏皖轨道交通运营有限公司的建立为长三角轨道交通运营公司的建立奠定基础，同时意味着“轨道上的长三角”建设已经从技术标准深化至跨省协同运营阶段。同时将对区域经济发展产生正面影响，轨道交通网络会促进苏皖两省之间的人才、资金、技术等要素流动往来，加速区域产业协同发展。